# Smethport
Le borough de Smethport est le siège du comté de McKean, situé dans le Commonwealth de Pennsylvanie, aux États-Unis. Sa population s’élevait à 1 655 habitants lors du recensement de 2010, estimée à 1 554 habitants en 2017.

## Histoire
Smethport a été fondée en 1807 par des investisseurs néerlandais.

## Source
- (en) Cet article est partiellement ou en totalité issu de l’article de Wikipédia en anglais intitulé « Smethport, Pennsylvania » (voir la liste des auteurs).